# Internationale Cricket-Saison 1961
Die internationale Cricket-Saison 1961 fand zwischen Mai 1961 und September 1961 statt. Als Sommersaison wurden vorwiegend Heimspiele der Mannschaften aus Europa ausgetragen.

## Überblick

### Internationale Touren
| Beginn       | Heimteam | Auswärtsteam | Resultate | Artikel |
| Beginn       | Heimteam | Auswärtsteam | Test      | Artikel |
| ------------ | -------- | ------------ | --------- | ------- |
| 8. Juni 1961 | England  | Australien   | 1–2 [5]   | Artikel |

## Nationale Meisterschaften
Aufgeführt sind die nationalen Meisterschaften der Full Member des ICC.
| Land    | First-Class              |
| ------- | ------------------------ |
| England | County Championship 1961 |